# تمارا جيورجيف
تمارا جيورجيف مواليد 6 سبتمبر 1992 في صربيا، هي لاعبة كرة يد صربية تلعب كوسط مدافع. حققت المركز الأول في ألعاب البحر الأبيض المتوسط 2013.

## سجل المنافسة
شاركت في البطولات التالية:
- بطولة العالم لكرة اليد للسيدات 2015
- بطولة أوروبا لكرة اليد للسيدات 2016

## الميداليات
| الميدالية | المسابقة                        |
| --------- | ------------------------------- |
| ذهبية     | ألعاب البحر الأبيض المتوسط 2013 |

## روابط خارجية
- تمارا جيورجيف على موقع الاتحاد الأوروبي لكرة اليد (الإنجليزية)